# Herila
Herila is een geslacht van vlinders van de familie van de dikkopjes (Hesperiidae), uit de onderfamilie van de Hesperiinae. Dit geslacht is voor het eerst wetenschappelijk beschreven door Torben Bjørn Larsen en Steve Collins in een publicatie uit 2012.
Dit geslacht is monotypisch, dat wil zeggen dat het maar één soort heeft namelijk Herila herilus Hopffer, 1855.